# NGC 1510
NGC 1510 est une galaxie lenticulaire située dans la constellation de l'Horloge. NGC1510 a été découverte par l'astronome britannique John Herschel en 1836.

## Caractéristiques
NGC 1510 renferme des régions d'hydrogène ionisé. C'est aussi une galaxie naine bleue compacte (Blue Compact Dwarf Galaxy, BCDG).
En raison d'une brillance de surface égale à 14,90 mag/am2, on peut qualifier NGC 1510 de galaxie à faible brillance de surface (LSB en anglais pour low surface brightness). Les galaxies LSB sont des galaxies diffuses (D) avec une brillance de surface inférieure de moins d'une magnitude à celle du ciel nocturne ambiant.

### Distance
Sa vitesse par rapport au fond diffus cosmologique est de 865 ± 10 km/s, ce qui correspond à une distance de Hubble de 12,8 ± 0,9 Mpc (∼41,7 millions d'al).
À ce jour, deux mesures non basées sur le décalage vers le rouge (redshift) donnent une distance de 11,000 ± 0,990 Mpc (∼35,9 millions d'al), ce qui est à l'intérieur des valeurs de la distance de Hubble.
NGC 1510 a été utilisée par Gérard de Vaucouleurs comme une galaxie de type morphologique SA(s)0/a pec dans son atlas des galaxies.

## Groupe de NGC 1512
NGC 1510 fait partie du groupe de galaxies de NGC 1512. Ce groupe est un trio de galaxies dont l'autre membre est NGC 1487.

### Interaction gravitationnelle avec NGC 1512

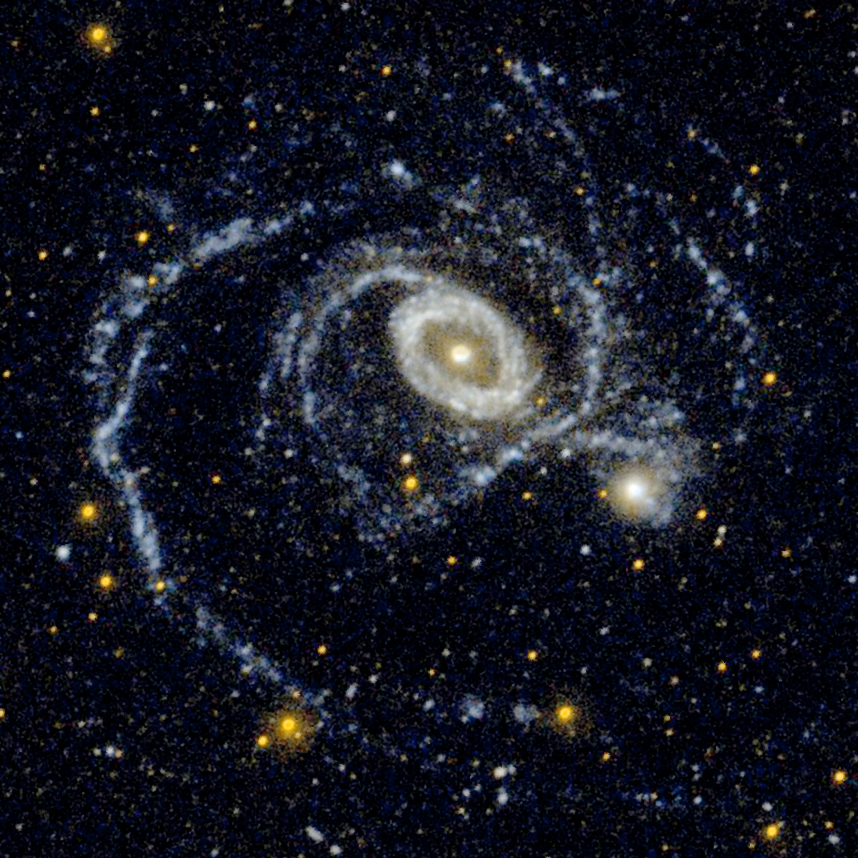
NGC 1510 et NGC 1512 en ultraviolet par GALEX.

Les galaxies NGC 1510 et NGC 1512 sont très rapprochées l'une de l'autre, à quelque 68 000 années-lumière. On pense donc qu'il y a une collision entre ces deux galaxies. On voit d'ailleurs sur l'image en ultraviolet prise par le satellite Galaxy Evolution Explorer de la NASA que le bras externe de NGC 1512 est déformé par la forte interaction gravitationnelle entre ces deux galaxies. Selon Soares et ses collègues, ces deux galaxies forment une paire .